# Heinrich Kneuer
Heinrich Kneuer (* 12. Juli 1887 in Abensberg; † 19. April 1959 in Dachau) war ein deutscher Verwaltungsjurist.

## Werdegang
Nach dem Abitur in Nürnberg und dem Jura-Studium und Promotion in Würzburg war er 1914 bis 1918 Rechtsanwalt in Pappenheim. 1918 folgte Kriegsdienst als Schreiber eines Kriegsgerichts. Noch 1918 trat er in den bayerischen Staatsdienst und bekleidete bis 1945 verschiedene Funktionen, so u. a. bei der Glonn-Regulierung im Dachauer Land, von 1934 bis 1938 als Bezirksamtmann des Landkreises Aibling und während des Krieges Generalreferent des Landesernährungsamtes Bayern. 
Im Mai 1945 wurde er von der amerikanischen Militärregierung kommissarisch als Landrat des oberbayerischen Landkreises Dachau eingesetzt. Am 6. Juni 1946 wurde Kneuer vom ersten frei gewählten Kreistag im Amt bestätigt. Am 7. Oktober 1946 verfügte das Bayerische Innenministerium allerdings die Entlassung Kneuers, weil seine Stellung als Bezirksamtmann in Aibling bei seiner Bestellung zum Landrat übersehen worden sei. Kurze Zeit später wurde Kneuer jedoch rehabilitiert. Im August 1948 war er Sachverständiger beim Verfassungskonvent Herrenchiemsee. 1949 wurde er Präsident des Verwaltungsgerichts und war von 1950 bis 1952 Regierungspräsident von Oberbayern. Er starb nach schwerem Leiden am 19. April 1959 im Dachauer Krankenhaus.